# 多田修平
多田 修平（ただ しゅうへい、1996年6月24日 - ）は、日本の陸上競技選手。専門は短距離走。東京五輪代表選手。50m、60m、4×100mR日本記録保持者。

## 経歴
大阪府東大阪市石切出身。東大阪市立石切中学校→大阪桐蔭高等学校→関西学院大学法学部→住友電工所属。
陸上競技は中学校時代から取り組む。中学校時代の記録としては平成23年の第65回大阪中学校総合体育大会陸上競技の部にて、男子100m決勝に於いて11秒52で5位に入賞した記録が残る。
2012年に大阪桐蔭高等学校へ進学。高校時代は3年次（2014年度）の第67回全国高等学校総合体育大会陸上競技大会（山梨県小瀬スポーツ公園陸上競技場）に出場し、決勝で10秒78のタイムで6位となった記録がある。
2015年に関西学院大学へ進学。大学進学を機に記録が向上するようになり、関西学生陸上競技対校選手権大会（関西インカレ）では大学1年次の男子100mで1年生ながら10秒43の記録で優勝。翌2016年の関西インカレ男子100mでも10秒33の大会新記録を記録して連覇を達成した。

### 2017年
2017年に入ると大阪陸上競技協会が主催するアメリカ合衆国遠征に参加、その際にアサファ・パウエル（ジャマイカ）と合同練習し、スタート姿勢や肉体改造の筋力トレーニングなどのアドバイスを受けたという。同年5月21日のゴールデングランプリ川崎（川崎市等々力陸上競技場）男子100mに出場すると、ジャスティン・ガトリン（アメリカ合衆国）、ケンブリッジ飛鳥、サニブラウン・アブデル・ハキームなどのスター選手を向こうに回し、好スタートダッシュを決めて疾走、10秒35（向かい風1.2m）のタイムで3着に入線した。その際にガトリンから「素晴らしいスタートを切った男がいて、驚いた」と称賛を受けた。
6月10日の2017日本学生陸上競技個人選手権大会（平塚）では、男子100mに出場。準決勝で追い風参考記録ながら9秒94（追い風4.5m）を記録し、日本国内の競技会に於ける日本選手初の9秒台を出すと、決勝では公認自己ベスト（10秒22）を大幅に更新する10秒08（追い風1.9m）を記録、男子100m日本歴代7位（当時）に名を連ね、かつ朝原宣治が同志社大学時代の1993年に出した関西学生記録（10秒19）も同時に塗り替えて大会に優勝した。
6月24日の第101回日本陸上競技選手権大会（大阪・長居）男子100m決勝では10秒16（追い風0.6m）を記録、リオデジャネイロオリンピック4×100mリレー銀メダリストのケンブリッジ飛鳥、桐生祥秀、山縣亮太を下し、サニブラウン・アブデル・ハキームに次ぐ2位となった。同月26日、2017年世界陸上競技選手権大会（ロンドン・スタジアム）の日本代表に選出された。
8月の2017年世界陸上競技選手権大会・男子100m予選では、10秒19（追い風0.3m）を記録して予選突破、中盤まで世界記録保持者ウサイン・ボルト（ジャマイカ）を先行した。準決勝では10秒26（追い風0.4m）で敗退。4×100mリレーでは第1走（多田ー飯塚ー桐生ー藤光）を務め、38秒04で銅メダルを獲得した。
世界選手権後にはユニバーシアード（台北陸上競技場）に臨んだ。男子100mでは1次予選、2次予選ともに組1着、準決勝は3着で通過するが、決勝は10秒33（向かい風0.9m）で7位となった。男子4×100mリレーでは第2走（田中ー多田ー北川ー山下）を務め、38秒65で金メダルを獲得した。
9月9日、福井運動公園陸上競技場で行われた日本インカレ陸上の男子100m決勝にて、10秒07（追い風1.8m）の自己ベスト（当時）を記録して2着に入った。

### 2018年
5月11日の関西インカレ（西京極陸上競技場）男子100m決勝では10秒30（向かい風1.5m）を記録、同種目では55年ぶりとなる大会4連覇を達成した。
6月23日の第102回日本陸上競技選手権大会（維新百年記念公園陸上競技場）男子100m決勝は10秒22（追い風0.6m）で5位に終わった。シーズンベストをマークしたが、山縣亮太、ケンブリッジ飛鳥、桐生祥秀、小池祐貴に敗れ、「悔しさが大きい。陸上人生で一番悔しい結果」と涙を流した。
8月30日の第18回アジア競技大会・男子4×100mリレーの決勝では第2走者（山縣ー多田ー桐生ーケンブリッジ）を務め、38秒16で20年ぶりの金メダルを獲得した。

### 2019年
10月の2019年世界陸上競技選手権大会・男子4×100ｍリレーの決勝では第1走者（多田ー白石ー桐生ーサニブラウン）を務め、37秒43のアジア新記録で銅メダルを獲得した。

### 2020年
2月2日の第103回日本陸上競技選手権大会・室内競技男子60m決勝にて、6秒58を記録し、優勝した。
速報タイムが6秒35と表示され一時会場は騒然となった。

### 2021年
3月18日の第104回日本陸上競技選手権大会・室内競技男子60m決勝にて、大会新記録の6秒56（日本歴代4位タイ）を記録し、2連覇を達成した。
5月9日のReady Steady Tokyo（国立競技場）男子100mでは、予選で10秒24（向かい風0.2m）でジャスティン・ガトリン（10秒26）に先着し、全体トップ通過で決勝進出、決勝ではラストでジャスティン・ガトリン（アメリカ）にかわされたが10秒26（無風）で2着に入った。
6月6日の布勢スプリント（鳥取県立布勢総合運動公園陸上競技場）男子100m決勝にて、山縣亮太に次ぐ2位で10秒01（追い風2.0m）の自己ベストを記録し、東京五輪参加標準記録（10秒05）を突破した。
6月25日に行われた第105回日本陸上競技選手権大会（大阪・長居）男子100m決勝では、10秒15（追い風0.2m）を記録、9秒台の4人（山縣亮太、サニブラウン・アブデル・ハキーム、桐生祥秀、小池祐貴）に先着し、初優勝した。なお、このレースで初めてのオリンピック代表に内定した。
2020年東京オリンピックの陸上競技男子100m予選では10秒22で1組6着となり準決勝に進めなかった。

### 2023年
シーズン2戦目となるWA室内ツアー・シルバーの「チェコ室内ガラ」室内男子60mでは6秒59と自己ベストに0秒03まで迫る好タイムを記録。
4月16日に行われた出雲陸上男子100mにはNIKEの長距離用スパイクである「ドラゴンフライ」を着用し参加、スパイクと記録に注目が集まったが、決勝では10秒56と6着に終わった。
5月14日、徳島県鳴門市の大塚スポーツパークポカリスエットスタジアムで行われた関西実業団陸上男子100m決勝では雨というコンディションの中10秒63を記録し、1着と0秒26差の大敗を喫した。
5月後半から休養に入り日本選手権は欠場。その後レースに復帰、福井アスリートナイトゲームズ男子100m決勝では10秒10を記録し復活。
8月6日に行われた富士山麓ワールドトライアルでは予選で10秒13の大会タイ記録を更新、決勝で10秒20を記録し優勝した。
9月23日の全日本実業団対抗陸上競技選手権大会の男子100m予選では、不正スタートの為失格に終わった。

### 2024年
第11回アジア室内陸上競技選手権大会1日目（2月18日）で男子60mの準決勝2組に出場し、6秒53を記録。1月に桐生祥秀が記録した室内日本記録に並ぶタイムで最終日に行われる決勝に進んだ。約2時間前に行われた予選は1組を走り6秒60（1着）だった。翌日の決勝では6秒56を記録して銀メダルを獲得した。
世界室内陸上1日目（日本時間1日、イギリス・グラスゴー）で、男子60mの多田修平は予選4組に出場し6秒52を出し自身と桐生祥秀の日本記録6秒53を0秒01更新した。多田はこの組2位だった。多田は2月のアジア室内選手権で日本記録タイ6秒53を記録、今大会は「世界との差を確認したい。状態は上がってきているので、しっかりファイナルに残り6秒4台を目指します」と話していた。

## 自己ベスト
| 種目         | 記録   | 風速 | 年月日        | 場所       | 備考                                   |
| 屋外         | 屋外   | 屋外 | 屋外          | 屋外       | 屋外                                   |
| ------------ | ------ | ---- | ------------- | ---------- | -------------------------------------- |
| 100m         | 10秒01 | +2.0 | 2021年6月6日  | 鳥取市     | 日本歴代6位                            |
| 100m         | 9秒94  | +4.5 | 2017年6月10日 | 平塚市     | 追い風参考記録                         |
| 200m         | 21秒21 | +0.1 | 2017年3月28日 | 奈良市     |                                        |
| 4×100mリレー | 37秒43 |      | 2019年10月5日 | ドーハ     | 1走、アジア記録、日本記録、国別歴代4位 |
| 室内         |        |      |               |            |                                        |
| 60m          | 6秒52  |      | 2024年3月1日  | グラスゴー | 日本記録                               |

## 年次記録
太字は自己ベスト。記録は当時。
|                      | 100m   | 備考                                                     | 200m   | 備考 | 60m   | 備考            |
| -------------------- | ------ | -------------------------------------------------------- | ------ | ---- | ----- | --------------- |
| 2011年 （中学3年）   | 11秒41 |                                                          | 23秒13 |      |       |                 |
| 2012年 （高校1年）   | 11秒25 |                                                          | 22秒43 |      |       |                 |
| 2013年 （高校2年）   | 10秒81 |                                                          | 21秒96 |      |       |                 |
| 2014年 （高校3年）   | 10秒50 |                                                          | 21秒81 |      |       |                 |
| 2015年 （大学1年）   | 10秒27 |                                                          |        |      |       |                 |
| 2016年 （大学2年）   | 10秒25 |                                                          |        |      | 6秒66 |                 |
| 2017年 （大学3年）   | 10秒07 | 日本歴代7位タイ（当時） 日本学生歴代3位タイ 関西学生記録 | 21秒21 |      | 6秒82 |                 |
| 2018年 （大学4年）   | 10秒21 |                                                          |        |      | 6秒79 |                 |
| 2019年 （社会人1年） | 10秒12 |                                                          |        |      | 6秒57 |                 |
| 2020年 （社会人2年） | 10秒18 |                                                          |        |      | 6秒56 | 日本歴代4位タイ |
| 2021年 （社会人3年） | 10秒01 | 日本歴代6位                                              |        |      | 6秒56 |                 |
| 2022年 （社会人4年） | 10秒27 |                                                          |        |      |       |                 |
| 2023年 （社会人5年） | 10秒10 |                                                          |        |      |       |                 |
| 2024年 （社会人6年） |        |                                                          |        |      | 6秒52 | 日本記録        |

## 主要大会成績
| 年                     | 大会                                 | 場所         | 種目           | 結果          | 記録            | 備考                              |
| ---------------------- | ------------------------------------ | ------------ | -------------- | ------------- | --------------- | --------------------------------- |
| 2014年 （高校3年）     | 全国高等学校総合体育大会陸上競技大会 | 山梨         | 100m           | 6位           | 10秒78（−2.0）  |                                   |
| 2015年 （大学1年）     | 関西学生陸上競技対校選手権大会       | 長居         | 100m           | 優勝          | 10秒43（+0.2）  |                                   |
| 2015年 （大学1年）     | 学生個人選手権                       | 平塚         | 100m           | 7位           | 10秒52（+0.4）  |                                   |
| 2016年 （大学2年）     | 関西学生陸上競技対校選手権大会       | 長居         | 100m           | 優勝          | 10秒33（+0.3）  |                                   |
| 2016年 （大学2年）     | 日本インカレ                         | 熊谷         | 100m           | 3位           | 10秒30（+1.1）  |                                   |
| 2016年 （大学2年）     | 国民体育大会                         | 岩手         | 100m           | 3位           | 10秒38（+0.8）  |                                   |
| 2017年 （大学3年）     | 織田記念陸上                         | 広島         | 100m           | 2位           | 10秒24（−0.3）  |                                   |
| 2017年 （大学3年）     | 関西学生陸上競技対校選手権大会       | 長居         | 100m           | 優勝          | 10秒22（−0.2）  |                                   |
| 2017年 （大学3年）     | セイコーゴールデングランプリ         | 平塚         | 100m           | 3位           | 10秒35（−0.9）  |                                   |
| 2017年 （大学3年）     | 学生個人選手権                       | 等々力       | 100m           | 準決勝（1着） | 9秒94（＋4.5）  | 国内初の9秒台                     |
| 2017年 （大学3年）     | 学生個人選手権                       | 等々力       | 100m           | 優勝          | 10秒08（+1.9）  | 日本歴代7位（当時）               |
| 2017年 （大学3年）     | 日本選手権                           | 長居         | 100m           | 2位           | 10秒16（+0.6）  |                                   |
| 2017年 （大学3年）     | 世界陸上競技選手権大会               | ロンドン     | 100m           | 準決勝        | 10秒26（+0.4）  |                                   |
| 2017年 （大学3年）     | 世界陸上競技選手権大会               | ロンドン     | 4×100mR（1走） | 3位           | 38秒04          |                                   |
| 2017年 （大学3年）     | ユニバーシアード                     | 台湾         | 100m           | 7位           | 10秒33（−0.9）  |                                   |
| 2017年 （大学3年）     | ユニバーシアード                     | 台湾         | 4×100mR（2走） | 優勝          | 38秒65          |                                   |
| 2017年 （大学3年）     | 日本インカレ                         | 福井         | 100m           | 2位           | 10秒07（+1.8）  | 日本歴代7位タイ（当時）           |
| 2017年 （大学3年）     | 国民体育大会                         | 愛媛         | 100m           | 優勝          | 10秒22（±0.0）  |                                   |
| 2018年 （大学4年）     | 関西学生陸上競技対校選手権大会       | 西京極       | 100m           | 優勝          | 10秒30（−1.5）  |                                   |
| 2018年 （大学4年）     | 日本選手権                           | 山口         | 100m           | 5位           | 10秒22（+0.6）  |                                   |
| 2018年 （大学4年）     | アジア大会                           | インドネシア | 4×100mR（2走） | 優勝          | 38秒16          |                                   |
| 2018年 （大学4年）     | 日本インカレ                         | 等々力       | 100m           | 3位           | 10秒36（−1.4）  |                                   |
| 2019年 （社会人1年目） | 出雲陸上                             | 島根         | 100m           | 2位           | 10秒22（+3.4）  |                                   |
| 2019年 （社会人1年目） | 織田記念陸上                         | 広島         | 100m           | 2位           | 10秒21（+1.2）  |                                   |
| 2019年 （社会人1年目） | セイコーゴールデングランプリ         | 長居         | 100m           | 6位           | 10秒12（+1.7）  |                                   |
| 2019年 （社会人1年目） | セイコーゴールデングランプリ         | 長居         | 4×100mR（1走） | 優勝          | 38秒00          |                                   |
| 2019年 （社会人1年目） | 日本選手権                           | 福岡         | 100m           | 5位           | 10秒29（−0.3）  |                                   |
| 2019年 （社会人1年目） | ダイヤモンドリーグ                   | ロンドン     | 4×100mR（1走） | 2位           | 37秒78          |                                   |
| 2019年 （社会人1年目） | 福井ナイトアスリートゲームズ         | 福井         | 100m           | 2位           | 10秒20（+0.9）  |                                   |
| 2019年 （社会人1年目） | 富士北麓ワールドトライアル           | 富士北麓     | 100m           | 優勝          | 10秒15（+1.0）  |                                   |
| 2019年 （社会人1年目） | 世界陸上競技選手権大会               | ドーハ       | 4×100mR（1走） | 3位           | 37秒43          | アジア記録、日本記録、国別歴代4位 |
| 2020年 （社会人2年目） | 日本選手権（室内）                   | 大阪城ホール | 60m            | 優勝          | 6秒58           |                                   |
| 2020年 （社会人2年目） | World Indoor Tour                    | スペイン     | 60ｍ           | 4位           | 6秒56           | 日本歴代4位タイ                   |
| 2020年 （社会人2年目） | 福井ナイトアスリートゲームズ         | 福井         | 100m           | 4位           | 10秒21（+1.0）  |                                   |
| 2020年 （社会人2年目） | 日本選手権                           | 新潟         | 100ｍ          | 5位           | 10秒34（−0.2）  |                                   |
| 2020年 （社会人2年目） | 木南道孝記念陸上                     | 長居         | 100m           | 優勝          | 10秒22（−0.5）  |                                   |
| 2021年 （社会人3年目） | 日本選手権（室内）                   | 大阪城ホール | 60ｍ           | 優勝          | 6秒56           | 日本歴代4位タイ                   |
| 2021年 （社会人3年目） | 出雲陸上                             | 島根         | 100ｍ          | 2位           | 10秒08（＋4.0） |                                   |
| 2021年 （社会人3年目） | 織田記念陸上                         | 広島         | 100m           | 4位           | 10秒32（+0.1）  |                                   |
| 2021年 （社会人3年目） | Ready Steady Tokyo                   | 国立         | 100m           | 2位           | 10秒26（±0.0）  |                                   |
| 2021年 （社会人3年目） | 関西実業団選手権                     | 長居         | 100m           | 優勝          | 10秒19（±0.0）  |                                   |
| 2021年 （社会人3年目） | 布勢スプリント                       | 鳥取         | 100m           | 予選（1着）   | 10秒07（+2.6）  |                                   |
| 2021年 （社会人3年目） | 布勢スプリント                       | 鳥取         | 100m           | 2位           | 10秒01（+2.0）  | 日本歴代6位                       |
| 2021年 （社会人3年目） | 日本選手権                           | 長居         | 100m           | 予選（1着）   | 10秒26（-2.3）  |                                   |
| 2021年 （社会人3年目） | 日本選手権                           | 長居         | 100m           | 準決勝（1着） | 10秒17（-0.4）  |                                   |
| 2021年 （社会人3年目） | 日本選手権                           | 長居         | 100m           | 優勝          | 10秒15（+0.2）  | 東京五輪内定                      |